# 2021년 술라웨시 지진
2021년 술라웨시 지진(2021 West Sulawesi earthquake)은 2021년 1월 15일 02:28 WITA (UTC 18:28)에 인도네시아 서술라웨시주 마제네현을 강타한 모멘트 규모 (Mw) 6.2의 지진이다. 이 충상단층형 지진은 내륙에 위치한 진앙에서 18.0 km 깊이에서 발생했으며, 진앙은 마무주 남쪽 32 km 지점이다. 본진 수 시간 전에는 규모 M5.7의 전진이 있었다. 본진의 진동은 마제네와 마무주에서 최대 수정 메르칼리 진도 VI로 감지되었다. 서술라웨시주 5개 현 중 4곳이 피해를 입었다. 6,000개 이상의 건물이 파손되거나 파괴되었으며, 피해액은 8,291억 루피아 (5,810만 달러)로 추정되었다. 최소 105명이 사망한 것으로 확인되었으며, 6,500명 가량이 부상을 입었고 수천 명이 이재민이 되었다.

## 지질학적 환경
술라웨시섬은 오스트레일리아판, 태평양판, 필리핀해판, 순다판 사이가 복잡하게 상호작용하는 영역 내에 있으며, 이 영역에서는 수많은 작은 미소판이 발달해 있다. 중앙술라웨시주 서부 내륙의 주요 활구조로는 북북서-남남동 방향의 좌수향 팔루-코로 단층으로 북술라 지괴와 마카사르 지괴의 경계를 이루고 있으며 2018년의 파괴적인 팔루 지진의 원인 단층이다. GPS 데이터 해석에 따르면, 마카사르 지괴는 현재 반시계 방향으로 회전하고 있으며, 북서쪽 경계는 마카사르 해협을 가로질러 순다 지괴와 수렴하고 있다. 술라웨시섬 내 이 지역의 주요 구조는 해상에 위치한 남북 방향의 완만한 동쪽 경사단층인 마카사르 스러스트(마제네 스러스트라고도 함)이다. 또한 GPS 데이터는 마카사르 해협에 지진학적으로 "잠긴" 단층이 존재함을 지지한다. 마카사르 해협의 탄성파 반사 데이터는 마카사르 지괴 서쪽에 활동중인 충상단층 작용이 있음을 지지한다. 마제네/칼로시 습곡 및 충상단층대는 마제네와 마무주 사이의 내륙에 노출되어 있다. 마카사르 해협의 북부는 전면분지로 해석되며, 이 활성 충상단층대의 하중으로 지각이 눌러 침강 현상이 발생한다.

## 지진

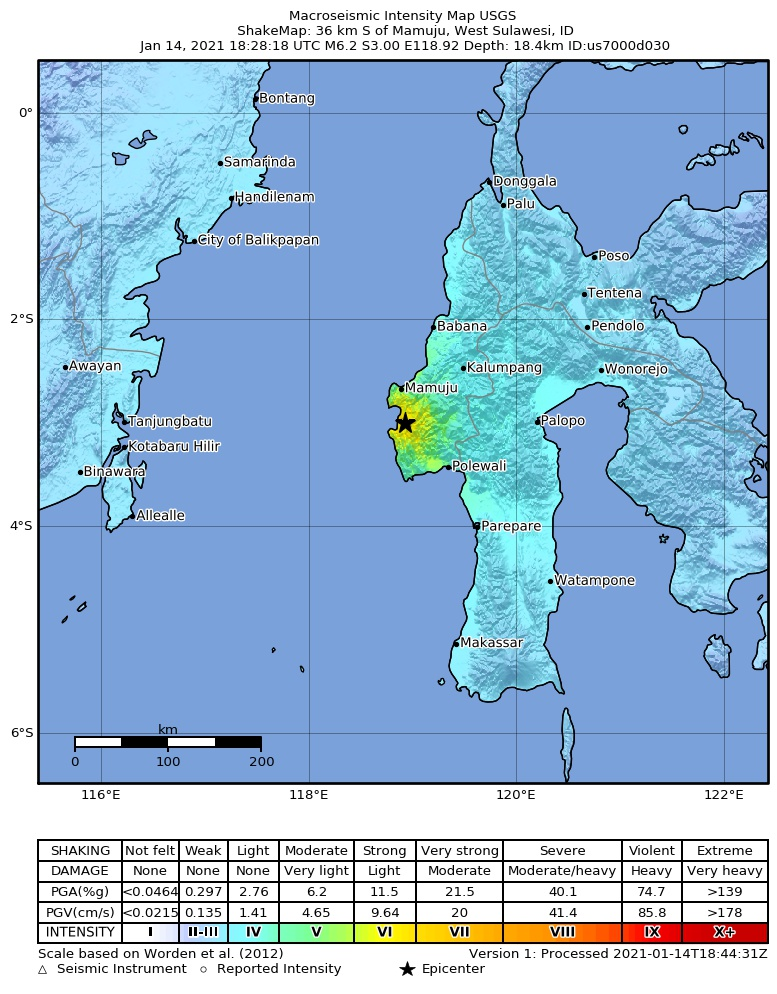
ANSS에서 컴퓨터 시뮬레이션으로 계산한 수정 메르칼리 진도 지도

지진은 서술라웨시주 마제네현에 있는 진앙에서 18 km의 얕은 깊이로 강타했다. 인도네시아 기상기후지질청(BMKG)은 마제네에서 5~7초 동안 메르칼리 진도 VI로 느껴졌다고 발표했다. 진동은 남쪽의 마카사르, 북쪽의 팔루 등 진앙 인근 도시에서도 느껴졌다.

### 지질 분석
지진 진앙 근처에는 두 개의 충상단층이 있다. 해상의 마카사르 해협 중앙단층과 마무주-마제네 충상단층이다. 마무주-마제네 충상단층은 해상에 있으나 해안에 더 가깝고, 마카사르 해협 중앙단층은 더 먼 해상에 있다. 두 단층 모두 다양한 각도로 동쪽으로 경사져 있다. 마카사르 해협 중앙 단층은 서술라웨시 아래에서 20°로 경사져 있다. 마무주-마제네 충상단층은 17 km 깊이까지 45°의 더 가파른 각도로 경사져 있으며, 그 아래에서는 20°의 완만한 각도로 꺾인다.
GPS 데이터를 이용한 지진 모델링은 이 지진이 서술라웨시 마무주현과 가까운 마무주-마제네 충상단층을 따라 발생했음을 보여준다. 지진 단층파열 과정 동안 단층을 따라 5 km 깊이에서 최대 0.6 미터의 단층 미끄러짐이 발생했다. 또 다른 학술 연구에서는 단층면을 따라 17~21 km 깊이에서 최대 1.8 미터의 미끄러짐이 발생했다고 추정한다.
이 단층은 1969년 마제네 근처에서 발생한 대지진의 원인이기도 했으며, 당시 최소 64명이 사망하고 97명이 부상을 입었다. 또한 지진으로 대규모 쓰나미와 산사태가 발생해 최소 1,200채의 가옥이 파손되었다. 이 지역에서는 75년마다 대지진이 발생할 것으로 예상된다. BMKG는 마지막으로 파괴적인 지진이 1969년에 발생했으므로 이 단층에서 또 다른 대지진이 발생할 시기가 지났다고 밝혔다.

### 전진
본진이 발생하기 약 12시간 전, 규모 M5.7의 지진이 본진 진앙의 바로 북서쪽에서 발생하여 여러 차례의 산사태를 일으키고 마제네의 가옥 두 채를 파괴했다. 이 전진은 19 km 깊이에서 발생했으며 마제네에서 4 km 떨어진 곳에 있다. 마제네에서는 메르칼리 진도 V-VI의 진동이 기록되었다. 이 전진은 멀게는 남칼리만탄까지 느껴졌다. 쓰나미에 대한 두려움으로 수십 명이 대피했고 1명이 부상을 입었다.
이 전진은 26회의 여진을 일으켰다. 규모 5.7 전진 이후 발생한 가장 큰 규모의 두 지진은 각각 규모 M5.2와 M4.3이다. 규모 M5.7 전진은 본진 단층면 위에 위치한 별도의 단층면을 따라 발생했다.

### 여진
2021년 1월 14일 이후 BMKG는 32회의 여진이 기록되었다고 밝혔다. BMKG는 강한 여진이 해저 산사태를 일으켜 쓰나미를 유발할 수 있다고 경고했다. BMKG는 1969년 이 지역을 강타하고 쓰나미를 일으켰던 지진을 언급하며 해안 주민들에게 강한 진동을 느끼면 즉시 대피할 것을 권고했다. BMKG 분석에 따르면, 이 단층은 마무주 단층 주변에 위치한 인근 단층을 자극하여 향후 며칠 내에 또 다른 파괴적인 지진을 일으킬 에너지가 여전히 충분할 수 있다. 서술라웨시주 정부는 나중에 쓰나미 위협 때문에 해안 주민들에게 고지대로 대피하라고 권고했다. 2월 3일에 발생한 여진으로 1명이 사망하고 추가 wotks 피해가 발생했다.
2006년 욕아카르타 및 2016년 아체와 같은 인도네시아의 다른 얕은 깊이 지각 지진에 비해 이 지진에서는 여진이 적게 보고되었다. 이는 작은 파열 영역에서 짧은 시간 내에 큰 지진 모멘트가 방출되는 단층파열 특성 때문이다.

## 피해

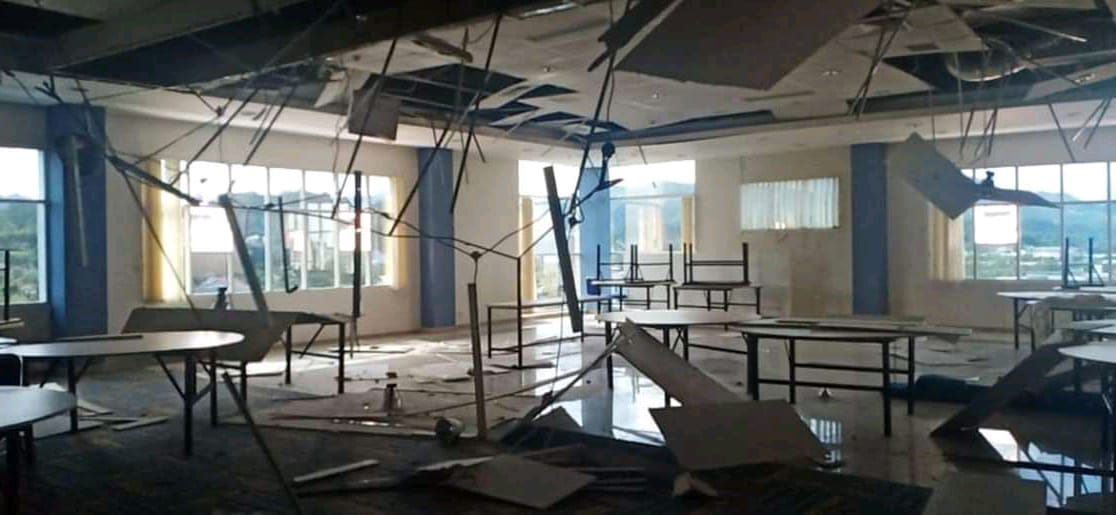
전진으로 인한 피해

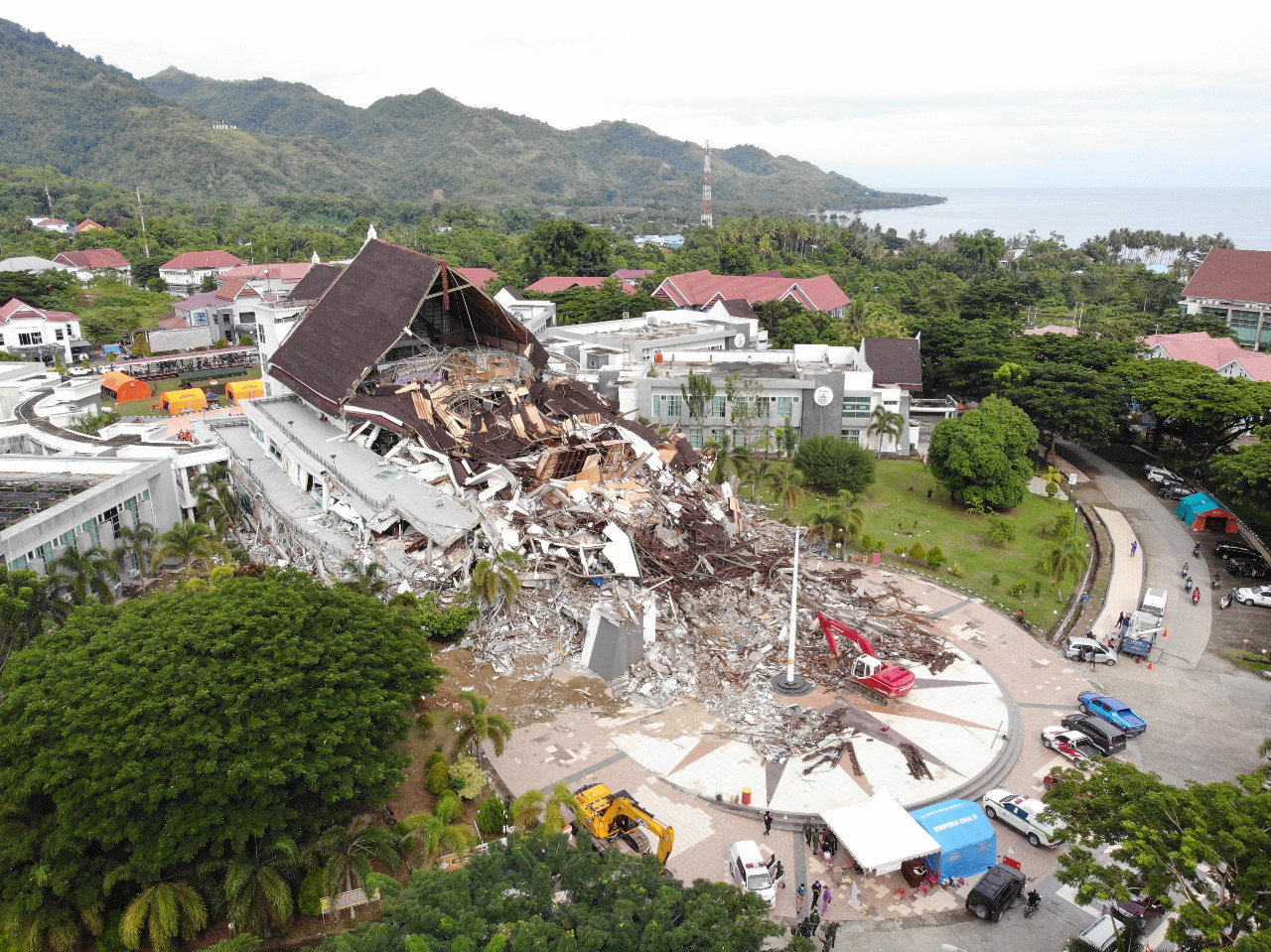
본진으로 무너진 서술라웨시주 청사를 드론으로 촬영한 모습

마제네현 전역과 마무주현 여러 지역에서 심각한 피해가 보고되었다. 마무주에 위치한 서술라웨시주 청사가 붕괴되었다. 두 명이 잔해 아래에 갇혔다. 마무주에 있는 말레오 호텔 일부도 무너졌다고 보고되었다. 한편, 마제네의 대형 병원인 미트라마나카라 병원 일부도 무너져 최소 6명이 안에 갇혔다. 마무주의 대형 병원도 구조의 50%가 손상되는 등 광범위한 피해를 입었다고 보고되었다. 붕괴 우려로 수백 명의 환자가 병원 밖에서 치료를 받아야 했다.
여러 발전소가 파손되면서 통신이 끊기고 정전이 발생했다고 보고되었다. AirNav Indonesia는 마무주 탐파 파당 공항의 사무실이 심하게 파손되었다고 보고했다. 공항의 관제탑도 파손되었다. 항공 관제는 마카사르 ATC로 우회했으며, 마무주 공항 관제는 광범위한 피해로 인해 최소한의 인력으로만 진행되었다.
마무주 교도소 시설도 피해를 입어 최소 3명이 부상을 입었다. 교도소 외곽 울타리는 파괴되었다고 보고되었다. 최소 한 곳의 지역 보건 센터(Puskesmas)가 파괴되었다. 말룬다의 군 지구사무소도 심하게 파손되었다. 서술라웨시의 대형 병원 최소 두 곳이 파괴되었으며, 세 곳의 병원이 운영 중이다. 추가 평가 결과 지역 보건 센터 3곳이 파괴된 것으로 나타났다.
교육부는 지진으로 최소 15개 학교가 붕괴되거나 파손되었으며, 대부분이 마제네에 있다고 보고했다. 마제네의 초등학교 최소 1개와 고등학교 2개가 파괴되었고, 다른 학교들은 경미한 손상에서 심각한 손상에 이르렀다. 마무주에서는 최소 6개 학교가 붕괴되었다. 갱신된 평가 결과 마무주, 마제네, 마마사에 있는 학교 최소 27개가 파손된 것으로 나타났다. 7개의 학교와 유치원은 전파되었고, 나머지 20개 학교는 경미하거나 중간 정도의 피해를 입었다. 마마사현의 학교 최소 3개가 파손되었다. 마무주, 마제네, 마마사, 심지어 폴레왈리만다르현에서도 더 많은 보고가 들어옴에 따라 붕괴된 학교의 수는 103개로 늘어났다. 폴레왈리만다르현의 학교 2곳을 포함하여 최소 37개 학교가 심각한 피해를 입었다.
마무주와 마제네에서 산사태가 발생하여 두 현을 연결하는 도로가 차단되었다. 최소 6개 마을이 발생한 산사태로 접근이 불가능해졌다. 마제네에서는 최소 9명이 산사태 아래에 매몰된 것으로 추정되었다. 8명은 생존한 채 구조되었고 1명은 사망했다. 산사태로 집이 매몰되면서 같은 집에 살던 가족 3명이 추가로 사망했다. 산사태 피해 지역에 대한 수색 및 구조 노력은 추가 산사태 발생으로 구조대원의 생명을 위협할 수 있다는 우려 때문에 나중에 취소되었다.
지역 재난 관리청의 즉각적인 평가 결과, 최소 62채의 가옥이 붕괴된 것으로 나타났다. 그 수는 나중에 수백 채로 늘어났다. 마제네에서는 최소 300채의 가옥이 파손되었다. 서술라웨시 지역 정부 관계자는 마무주의 모든 건물 중 최소 절반이 파괴되었다고 밝혔다.
예비 평가 결과, 지진으로 인한 피해액이 8,219억 루피아를 넘는다고 나타났다. 마제네 현의 피해액은 4,498억 루피아에 달하는 것으로 추정되었고, 마무주에서는 3,793억 루피아의 피해가 발생했다. 이 평가에 따르면, 7,000채 이상의 주택, 21개 보건 시설, 슈퍼마켓, 항구, 공공 기관 등 수많은 구조물이 파손되거나 파괴되었다.

## 사상자
수십 명이 잔해 아래에 매몰되었으며, 대부분은 집 안에 있었다. 지진은 밤에 발생하여 대부분의 사람들이 잠들어 있었다. 지진 직후 4구의 시신이 발견되었다. 2,000명 이상이 대피소와 마제네 스타디움, 마무주 청사로 대피했다. 수색 및 구조 대원들이 당일 오후에 38구의 시신을 추가로 발견했다. 희생자 대부분은 주도인 마무주 주민이었으며 일부는 마제네 주민이었다. 마무주 미트라 마나카라 병원 일부가 무너지면서 2명이 사망했다.
2021년 1월 17일 사망자 수는 56명으로 늘어났다. 부상자 수는 826명이었으며, 마무주 현에서 189명이 중상을 입었고 최소 637명이 경상을 입었다. 일부 중상자는 추가 치료를 위해 마카사르로 이송되었다.
2021년 1월 19일, 무너진 가옥과 건물에서 추가 시신이 수습되었고 병원에서 부상으로 사망한 사람도 있어 사망자 수는 90명으로 늘어났다. 부상자 수는 932명으로 늘어났다. 거의 20,000명이 이재민이 되었다.
1월 25일 기준, 사망자 수는 105명에 달했고 3명이 실종 상황이다. 총 6,489명이 부상을 입었으며, 이 중 426명이 중상, 240명이 중등도 부상을 입었다.
12월 22일, 심하게 파손된 마무주 수아다 모스크가 붕괴되어 작업자 1명이 사망하고 1명이 매몰되었다. 철거를 앞둔 건물에서 자재가 작업자 두 명 위로 떨어지는 피해도 일어났다.

## 대응

### 중앙 정부
인도네시아 대통령 조코 위도도는 사회부 장관 트리 리스마하리니에게 재난 지역을 방문하여 지역의 구호 물품 분배를 감독하도록 지시했다. 이후 희생자 유가족에게 조의를 표하고 생존자와 피해를 입은 사람들이 신속하게 회복되기를 희망했다. 서술라웨시에는 비상사태가 선포되었다. 조코 위도도 대통령은 나중에 피해 지역을 방문하여 중앙 정부가 서술라웨시 지역 정부의 구호 노력을 위해 더 많은 지원을 제공할 것을 약속했다. 트리 리스마하리니는 마카사르에서 지원 물품과 물류를 가져올 것이라고 밝혔다. 그녀는 나중에 재난 대응 및 심리사회 지원(LDP) 지역 담당자들을 피해 지역으로 보내도록 지시했다. 재난 대응팀은 수색 및 구조 작전에서 구조대원을 지원하기 위해 배치되었다. 필수 물품은 여러 단계로 분배될 예정이다. 사회부는 총 17억 루피아(약 120만 달러)의 지원금이 지진 피해를 입은 주민들에게 분배되었다고 밝혔다.
교통부는 마무주 탐파 파당 공항을 포함하여 마제네, 마무주의 두 공항이 운영을 계속한다고 확인했다. 공공사업주택부는 이재민에게 깨끗한 물과 위생 시설을 제공할 예정이다. 통신정보부는 지진으로 최소 122개의 기지국이 파손되었다고 발표했다. 통신정보부는 마제네와 마무주에 초소형 지구국 단말기를 보내기로 했다. 종교부는 자카트와 사다카로 모인 기금이 피해를 입은 주민들에게 분배될 것이라고 밝혔다. 노동부 장관 이다 파우지야는 신속한 지원 분배를 위해 기동훈련부대(MTU)와 신속대응부대(URC)가 피해 지역으로 동원될 것이라고 밝혔다. 교육부는 마무주와 마제네에 2개 팀을 파견할 것이라고 밝혔다. 교육부는 마무주와 마제네에 최소 2개의 거점을 설치할 예정이다.
인도네시아 공군은 수색 및 구조 작전을 지원하기 위해 보잉 737기를 마제네로 보낼 것이라고 발표했다. 한편, 인도네시아 해군은 병원선을 포함한 두 척의 함정을 마무주로 보내기로 했다. 또한 인도네시아 해군 소속 두 개 대대가 마무주와 마제네에 배치될 예정이다. 굴착기와 다른 종류의 지원도 육군에서 제공하기로 했다.
BNPB는 헬리콥터 4대를 마제네로 보낼 것이라고 발표했다. BNPB 책임자인 도니 모나르도도 재난 피해 지역을 방문할 예정이다. 마카사르에서 마무주와 마제네로 추가 인력 3개 팀이 파견될 것이다. 팀은 차량 사고 구조를 위한 휴대용 추출 장치 10세트를 휴대할 것이다. 인도네시아 국가 수색 및 구조 기관은 여러 선박이 마무주와 마제네에 배치되었다고 밝혔다. 도니 모나르도는 BNPB가 이재민에게 40억 루피아 상당의 지원금을 보낼 것이라고 밝혔다. 이는 지진 구호 노력의 초기 단계의 일부이며, 지원 물품과 물류는 여러 단계로 제공하기로 했다. BNPB는 지진으로 가옥이 파손된 각 가족에게 1000만~5000만 루피아의 지원금을 지급할 것이라고 발표했는데, 가장 심하게 파손된 가옥에는 5000만 루피아, 경미하게 파손된 가옥에는 1000만 루피아가 지급된다.
코로나19 범유행이 진행되는 동안 지진이 발생했다. 이 때문에 밀집된 대피 캠프에서 코로나19 감염의 새로운 클러스터가 나타날 수 있다는 우려가 발생했다. 지진으로 인해 의료 자원이 부족해지면서 서술라웨시의 코로나19 대량 예방접종이 연기되었는데, 이는 지진 후 처리를 위해 자원이 전용되었기 때문이다. BNPB는 개인 보호 장비(PPE) 재고가 크게 감소했다고 인정했다. 1월 18일, BNPB는 서술라웨시 외부 지역으로 대피한 사람들을 포함한 모든 이재민이 코로나19 검사를 받을 것이라고 발표했다. 사회부는 나중에 코로나19 감염 위험이 가장 높은 그룹을 위해 마무주의 마나카라 스타디움에 또 다른 대피 캠프를 설치했다.
인도네시아 국가경찰은 수색 및 구조 노력을 돕기 위해 최소 136명의 인력을 파견했다고 밝혔다. 경찰의 지원에는 구급차, 태양 전지 및 군용 태양광 키트, 의료 팀 15개, 재난 희생자 식별(VI) 부대 팀, 발전기 2개, 정보 통신 기술 부서 인력 4명이 포함된다.

### 지역 정부
남술라웨시주 정부는 마제네와 마무주에서 수색 및 구조 노력을 지원하기 위해 물류 및 인력을 파견했다고 보고했지만, 지진으로 인해 마제네와 마무주로 가는 도로가 차단되면서 어려움을 겪었다. 물자는 나중에 해상 운송을 통해 보내졌다. 남술라웨시 주지사 누르딘 압둘라는 마제네 지역의 피해 상황을 관찰하고 수색 및 구조 작업을 지원하기 위해 마제네를 방문할 예정이다. 이후 주지사는 남술라웨시가 마제네와 마무주에서 온 이재민을 받아들일 것이라고 밝혔다. 팔로포시는 물류를 보내고 서술라웨시에 18명의 의료 인력과 8명의 소방관을 파견한다고 발표했다. 남술라웨시에 위치한 본현와 타카라르현은 트럭에 지원 물품을 실어 서술라웨시로 보냈다. 루우현과 수라바야시 정부도 서술라웨시에 인도적 지원을 보냈고, 벵쿨루 정부는 희생자를 위한 기금을 모금했다. 중앙자와 정부는 재난 지역에 15명의 자원봉사자를 파견했다.
남술라웨시 지방 경찰도 구호 노력을 돕기 위해 마무주와 마제네에 인력, 수처리 장비 및 기타 종류의 지원을 보냈다. 중앙술라웨시 지방 경찰은 구호 노력을 위해 인근 서술라웨시의 마무주와 마제네로 기동대원 30명과 의료 팀을 파견했다.
서술라웨시 지역 재난 관리청은 마무주에서의 수색 및 구조 노력이 인력 부족으로 인해 압도되었다고 밝혔다. 수색 및 구조 인력은 방금 산사태가 발생한 인근 폴레왈리만다르현으로 이미 파견되었다. 수색 및 구조 작전을 지원하기 위해 발릭파판, 자카르타, 마카사르에서 추가 인력이 소집되었다. 중장비 부족도 수색 및 구조 노력을 방해했다.

### 기타
국민민주당(나스뎀당) 중앙술라웨시 지부는 팔루에서 물류를 보냈는데, 여기에는 마스크 1,500개와 텐트 15개가 포함되었다. 이 정당은 또한 6톤 이상의 지원 물품을 실은 트럭 5대를 보낼 것이다. 인도네시아 민주항쟁당(PDIP) 소속 서술라웨시 지역 대표 협의회는 이 정당도 물류 및 필수 물품을 보내 공동 취사 시설을 설치할 것이라고 발표했다. 이 정당은 또한 구호 노력을 위해 구급차와 차량 지원을 배치할 것이다. 골카르당의 아일랑가 하르타르토 의장과 국민수권당의 줄키플리 하산 의장은 서술라웨시의 당원들에게 지진 피해 지역을 방문하여 구호 노력을 지원하도록 지시했다. 반면, 민주당은 인도네시아 중앙 정부에 재난 완화 시스템과 재난 후 구호 노력을 평가할 것을 요청했다.
국영 전기 회사(PLN)는 2021년 1월 15일 오후 기준으로 872개의 발전소 중 최소 460개가 수리되었다고 밝혔다. 수백 명의 PLN 인력이 재난 지역에 파견되었다. PLN은 파레파레, 팔로포, 팔루, 핀랑현 등 인근 도시에서 추가 인력을 소집할 것이라고 밝혔다. 1월 16일 기준으로 PLN은 피해 지역의 전력망 중 최소 63%가 복구되었다고 보고했다. 지진 발생 거의 한 달 후인 2월 5일에 전기가 완전히 복구되었다.
인도네시아 국영 석유 회사 페르타미나는 마무주와 마제네의 연료 및 가스 공급이 충분하다고 확인했다. 연료 부족이 발생하지 않도록 하기 위해 페르타미나는 각 단위당 16 kg 용량의 이동식 저장 장치 2대를 보낸다고 발표했다. 동갈라현에서 7대의 유조 트럭이 보내질 것이다. 물류 및 추가 인력도 피해 지역으로 보내질 것이다.
인도네시아 적십자 회장이자 전 인도네시아 부통령인 유숩 칼라는 팔루와 마카사르에서 인력을 이 지역으로 보낼 것이라고 밝혔다. 가족 키트 및 기타 기본 필수품도 마무주와 마제네로 보내졌다. 하사누딘 대학교에서 온 평가 팀과 10명의 의사가 서술라웨시에 배치될 것이다.

### 비판
이재민에 대한 지원 물품 분배 중에 마제네현에서 대규모 약탈이 발생했다는 보고가 있었다. 사람들은 피해 지역으로 물품과 지원을 운반할 때 주의하라는 권고를 받았다. 경찰은 여러 건의 약탈 사건이 카메라에 기록되었으며, 이 사건들을 수사할 것이라고 밝혔다. 사회부 장관 트리 리스마하리니는 나중에 여러 약탈 보고가 허위 정보로 판명되었다고 명확히 밝혔다. 리스마하리니와 달리 BNPB는 서술라웨시 여러 지역에서 약탈이 있었음을 확인했다. BNPB는 추가 약탈을 방지하기 위해 물류 및 지원을 위한 경로를 확보하도록 당국에 요청했다. 서술라웨시 지방 경찰은 나중에 약탈자로부터 경로를 확보하고 지원 물품이 이재민에게 직접 분배되도록 인력을 배치할 것이라고 발표했다. 나중에 여러 경찰관이 약탈을 막기 위해 마무주 전역의 상점과 주유소에 배치되었다.
이재민과 피해 주민들은 또한 지원 물품 분배가 느리고 피해 지역 전반에 걸쳐 물류가 고르게 분배되지 않는다고 보고했다. 여러 가족이 지원 부족으로 굶주리고 있다고 보고했으며, 다른 가족은 최소 일주일 동안 지역 사회에 어떤 지원도 분배되지 않았다고 보고했다. 이재민들은 부적절한 위생 상태와 비효율적인 분배(이재민들이 제한된 쿠폰을 제출해야 지원을 받을 수 있었기 때문)에 대한 불만도 제기했다. 불분명한 관료주의도 구호 노력을 방해했다. 이재민들 사이에서는 지역 정부가 피해 주민들을 위해 아무것도 하지 않는다는 불만이 있었다.

## 같이 보기
- 2021년 지진
- 2018년 술라웨시 지진
- 1996년 술라웨시 지진
- 1968년 술라웨시 지진
- 인도네시아의 지진 목록

## 참고 문헌
- Meilano, Irwan; Salman, Rino; Susilo, Susilo; Shiddiqi, Hasbi Ash; Supendi, Pepen; Lythgoe, Karen; Tay, Cheryl; Bradley, Kyle; Rahmadani, Suchi; Kristyawan, Said; Yun, Sang-Ho (2023). 《The 2021 MW 6.2 Mamuju, West Sulawesi, Indonesia earthquake: partial rupture of the Makassar Strait thrust》. 《Geophysical Journal International》 233. 1694–1707쪽. doi:10.1093/gji/ggac512. hdl:20.500.11820/ab4d51a4-d977-46cd-b093-4ae909749f67.